# Manfredo Settala
Manfredo Settala (1600–1680), hijo del médico Ludovico Settala (1552–1633), fue un clérigo y científico italiano. Amigo de Cassiano dal Pozzo, creó en Milán el Museo Settala, uno de los primeros museos de historia natural del mundo.

## Biografía
Manfredo Settala estudió en las universidades de Pisa y Siena, donde se hizo amigo de Fabio Chigi (futuro papa Alejandro VII). Se graduó en ley e idiomas, pero se dedicó al estudio de las ciencias - matemáticas, físicas y mecánicas. Sus estudios en Pisa le generaron interés en la óptica y aprendió a crear sus propios espejos y lentes y construir instrumentos ópticos que usó en sus propios estudios.
En su juventud, viajó ampliamente por Italia y por países extranjeros para coleccionar antigüedades, obras de artes y otras rarezas. Tras su regreso en 1629, el cardenal Federico Borromeo le ordenó canónigo de San Nazaro in Brolo, una iglesia cercana al palacio de su familia en Via Pantano. Este cargo le permitió pasar el resto de su vida estudiando varios temas científicos. Ingeniero e inventor, se hizo particularmente conocido por sus instrumentos mecánicos y ópticos fabricados por él, como sus espejos parabólicos.
En 1655, Settala viajó a Roma para ser testigo de la elección de su amigo Fabio Chigi como el papa Alejandro VII, parcialmente con la esperanza de que la bendición papal de su museo aumentara el tamaño y prestigio de su museo; aprovechó el viaje para comenzar su relación con el polímata jesuita alemán Athanasius Kircher.
Manfredo Settala fue el corresponsal milanés de Henry Oldenburg. Setalla también se escribía con Antonio Magliabechi y Francesco Redi. El 3 de octubre de 1667, se propuso que debía ser elegido miembro de la Royal Society, pero la decisión se aplazó hasta la siguiente reunión, en la cual, no obstante, no se repitió la petición.
Manfredo Settala murió el 6 de febrero de 1680 en Milán.

## Musaeum Septalianum

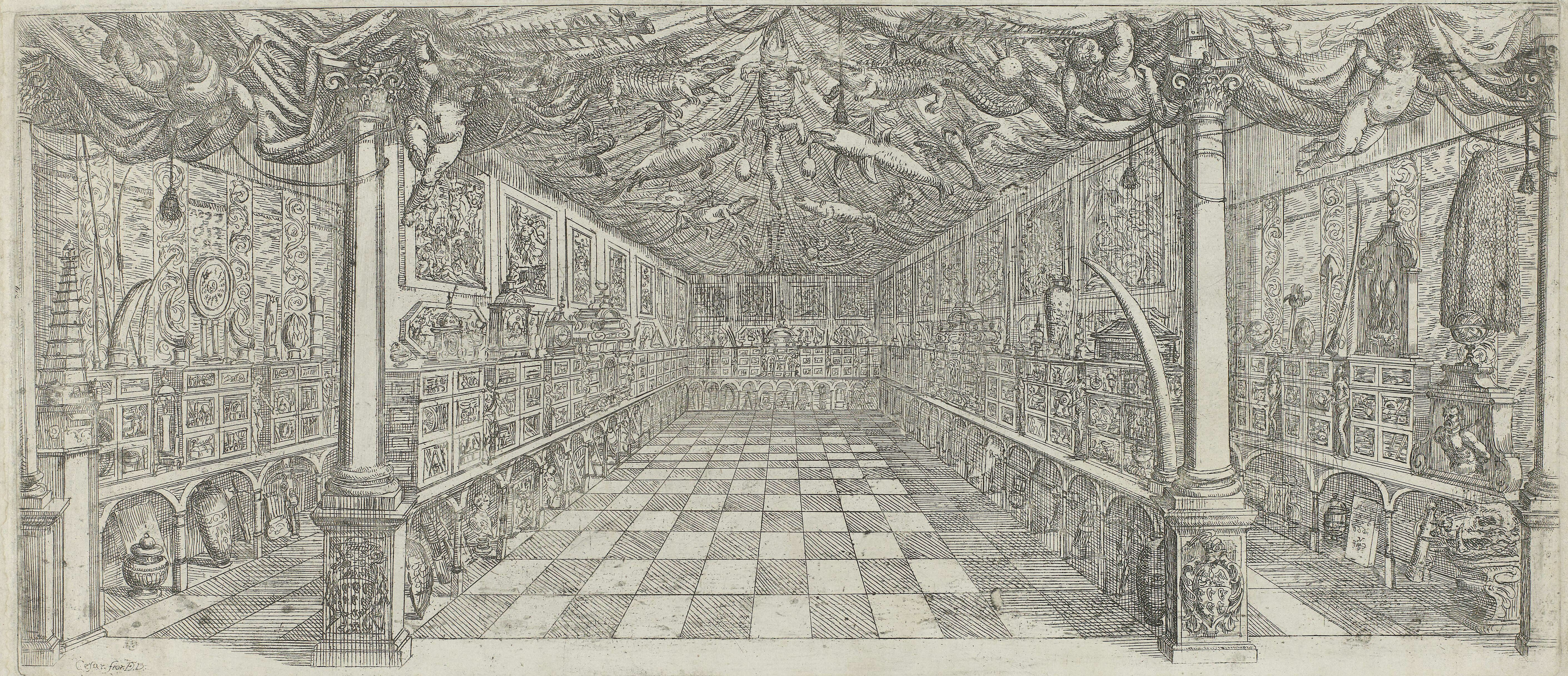
Gabinete de curiosidades de Manfredo Settala. De "Museo, ò Galeria" (1666).

Tras una visita a los 15 años al Palacio Ducal de Mantua, donde vio grandes tesoros, Manfredo tuvo la idea de crear su propia colección. Acumuló numerosas reliquias arqueológicas, pinturas, manuscritos y curiosidades, que mostraba a los eruditos que la visitaban. En la búsqueda de sus objetivos científicos, instaló un laboratorio adjunto al museo para realizar sus experimentos. Settala adquirió gran número de relojes, instrumentos matemáticas y astronómicos y aparatos físicos experimentales, que se exhibieron en su museo junto a numerosos mecanismos, instrumentos y dispositivos de creación propia.
El museo creado por Manfredo Settala fue en su día una de las instituciones culturales más importantes de Milán y fue conocido internacionalmente. Se situaba en su residencia familiar, el Palazzo Settala, que hoy se sitúa en el 26 de via Pantano. Era visitado por extranjeros durante todo el año. Paolo Maria Terzago registró la visita de Nicolas Steno el verano de 1671, donde realizó una disección. John Evelyn, Balthasar de Monconys y Philip Skippon visitaron el museo durante su viaje a Italia. Los visitantes como el físico alemán Ehrenfried Walther von Tschirnhaus, uno de los pioneros de la fabricación de porcelana en Europa, viajaron a Milán específicamente para conocer a Settala y conversar sobre sus invenciones.
Manfredo legó su colección de objetos de historia natural, instrumentos de índole variada e imágenes a la Biblioteca Ambrosiana. Sin embargo, esta voluntad no se llevó a cabo ipso facto, pues tenía muchos sobrinos con sus propias opiniones al respecto, con Maria Settala, que se había casado en la familia Crevenna, negándose a ceder lo que consideraba su derecho y satisfaciéndose tan solo cuando retiraron algunas de las imágenes. No fue hasta 1751 cuando su legado fue confirmado por un decreto del senado de Milán, que consignó su colección a la Biblioteca Ambrosiana, donde se instaló 70 años después de la muerte del testador. La colección Settala fue destruida durante la Segunda Guerra Mundial. No obstante, algunos objetos sobreviven en varios museos italianos.
La colección de Manfredo Settala fue catalogada y descrita por el médico y filósofo italiano Paolo Maria Terzago (1610–1695). El catálogo de Terzago se publicó en latín en 1664 y la traducción italiana en 1666; otra edición italiana apareció en 1677. La Biblioteca Ambrosiana conserva un manuscrito original en su colección. La colección se componía de museo, taller, biblioteca y galería de arte. La biblioteca estaba íntimamente ligada a los intereses de Settala: óptica, matemáticas, etnografía y viajes. La galería de arte incluía varias obras de importantes artistas renacentistas, como Fede Galizia, Rafael, Brueghel y Leonardo da Vinci. El museo contaba con 3000 piezas, incluyendo instrumentos científicos, objetos de vidrio y metal, camafeos, medallas y varias preparaciones químicas. Contenía un abanico de objetos naturales y artificiales: especímenes naturales y minerales; productos del reino vegetal; objetos de América, Asia y África: plata de Potosí, porcelana de China, textos chinos y japoneses escritos con ideogramas y momias egipcias; armas; instrumentos musicales; y un número importante de materiales arqueológicos y monedas antiguas. Se exponían piedras talladas y esqueletos, así como autómatas, espejos ustorios y objetos de movimiento perpetuo.